# براچو دو نورته
براچو دو نورته (به پرتغالی: Braço do Norte) یک منطقهٔ مسکونی در برزیل است که در سانتا کاتارینا واقع شده‌است. براچو دو نورته ۳۳٬۸۷۶ نفر جمعیت دارد.